# Nowaje Chorabrawa
Nowaje Chorabrawa (biał. Новае Хорабрава; ros. Новое Хороброво, Nowoje Chorobrowo) – wieś na Białorusi, w obwodzie witebskim, w rejonie orszańskim, w sielsowiecie Zabałaccie. Od południa graniczy z Orszą.
Wieś położona jest pomiędzy linią kolejową Orsza – Lepel, na której znajduje się tu przystanek kolejowy Waśkauszczyna, a kolejową obwodnicą Orszy.